# Marta Linares de Martinelli
Marta Linares de Martinelli (Ciudad de Panamá, 1 de diciembre de 1956) es una corredora de seguros y política panameña. Ejerció como primera dama de Panamá de 2009 a 2014 por ser la esposa del presidente Ricardo Martinelli. 
En 2014 fue designada como candidata a la vicepresidencia de Panamá por el partido Cambio Democrático junto al candidato presidencial José Domingo Arias.

## Biografía
Nace en Ciudad de Panamá, el 1 de diciembre de 1956. Hija de Francisco José Linares (político panameñista), hermano a su vez de Ana Matilde Linares de Arias, la primera esposa de Arnulfo Arias Madrid.
Realiza sus estudios primarios y secundarios en el Colegio Internacional de María Inmaculada. Obtuvo su título de Comercio en Saint Mary of the Woods College en Indiana, en Estados Unidos y posteriormente adquiere la licencia como Corredora de Seguros en la Universidad de Panamá.
En 1978 contrajo matrimonio con Ricardo Martinelli Berrocal y tienen tres hijos: Ricardo Alberto, Luis Enrique y Carolina Isabel.
Es fundadora del Frente Femenino del Partido Cambio Democrático, cuyo objetivo es realizar giras médicas y asistencia social en comunidades marginadas. Es también Presidenta de la Fundación Ricardo Martinelli.
Fue candidata vicepresidencial por Cambio Democrático junto al candidato presidencial José Domingo Arias en las elecciones generales de 2014.
Mantuvo una participación activa en la defensa de su esposo, que está siendo investigado por irregularidades en su gestión y fue una dura crítica del gobierno de Juan Carlos Varela.

## Reconocimientos
- Gran Cruz de la Orden Vasco Núñez de Balboa (2013)